# Osva
La O.S.V.A., acronimo di Officine Sesto San Giovanni & Valsecchi Abramo, fu una storica azienda italiana produttrice di articoli per ferramenta, per la casa, rubinetterie e in un secondo tempo elettrodomestici.

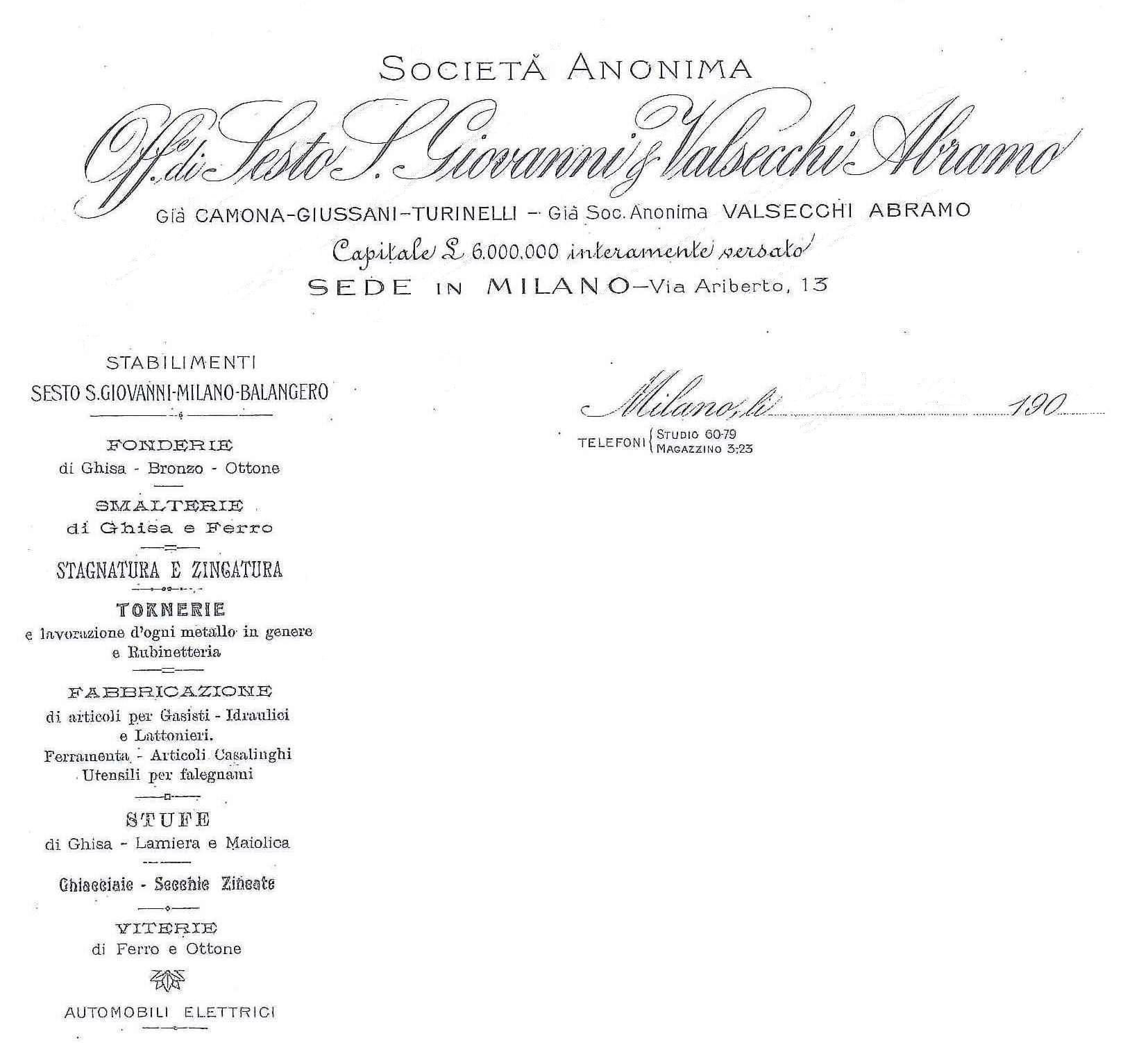
Carta intestata OSVA

## Storia
La ditta fu fondata a Sesto San Giovanni (MI) da Bartolomeo Camona nel 1891, come fonderia di ghisa e ottone nonché smalteria di ghisa e ferro, torneria e produzione rubinetteria, stufe, ghiacciaie.
Nel 1896 ebbe 200 operai, provenienti soprattutto dalle Prealpi lombarde e 10 impiegati; nello stesso anno Camona si associò con Tommaso Giussani e, nel 1902, con l'ingegnere Gino Turinelli, dando vita alla Società Anonima Officine Sesto San Giovanni - Camona, Giussani, Turrinelli & C. Nel 1905 fu quotata alla Borsa di Milano rimanendovi fino al 1925, quando fu cancellata dal listino.

Stabilimenti Osva

Nel 1906 entrarono nella società la casa mercantile S. Pisa e Abramo Valsecchi e fu costituita la Società Anonima Officine Sesto San Giovanni & Valsecchi Abramo, appunto OSVA. L'impresa era diretta da Tommaso Giussani ed Emilio Pozzi e tra i consiglieri c'era Virgilio Pisa. Questo stesso gruppo di azionisti controllava poi alcune imprese similari, come la Laminatoio Nazionale, S.A. costituita nel 1906, la Trafilerie Corderie Italiane, costituita come S.A. nel 1906, entrambe a Sesto S. Giovanni, la Società Italiana Ferramenta De Luca (Napoli), S.A. costituita 1907 e la Società Ferramenta C. Cantini & C. (Roma), costituita come S.A. nel 1908.
Nel 1919 gli occupati della Osva furono già 960, Tommaso Giussani consigliere delegato, Virgilio Pisa presidente. Nel 1934 raggiunse la massima occupazione con 1.200 operai e 185 impiegati.

## Prodotti

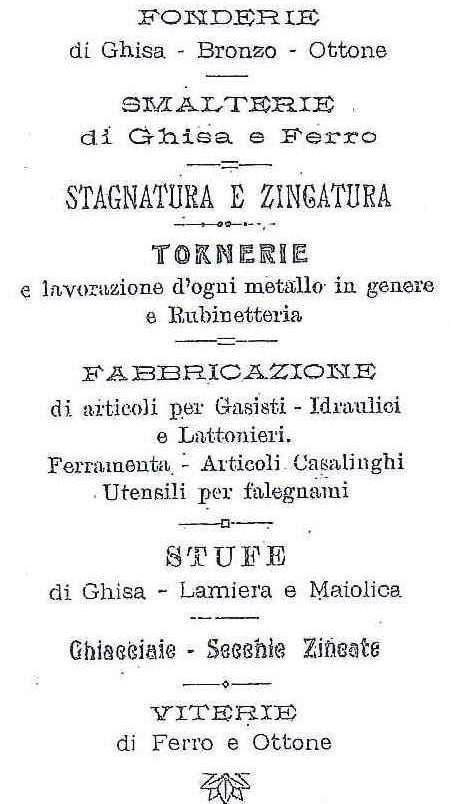
Produzioni Osva

La produzione degli stabilimenti negli anni Dieci spaziava su una larga schiera di prodotti, per edilizia e per arti e mestieri.  Per breve tempo è stata anche attivata la produzione di autovetture elettriche con il marchio "Ausonia".
Nel 1927 l'Osva allargò la gamma dei prodotti con stufe, vasche da bagno, fontane, idranti, pompe.
Nel secondo dopoguerra, fino alla metà degli anni sessanta, l'Osva che aveva specializzato la sua attività, rimase la più importante società del Milanese nel settore degli elettrodomestici di alta qualità, ma i processi produttivi artigianali e macchinari superati furono all'origine della decadenza dell'Osva, che cessò la produzione nel 1965.